# Michael Moore
Michael Francis Moore (n. 23 aprilie 1954, Flint, Michigan, SUA) este un regizor american, autor și comentator politic liberal. El este regizorul și producătorul filmelor Bowling for Columbine, Fahrenheit 9/11, Sicko, și Capitalism: A Love Story, patru din primele nouă documentare cu cele mai mari încasări din toate timpurile. În septembrie 2008, a lansat primul său film gratuit pe Internet, Slacker Uprising, documentând cruciada sa personală de încurajare a cât mai mulți americani să voteze în alegerile prezidențiale. El a scris și a jucat, de asemenea, în emisiunile TV Nation și Awfull Truth (Adevarul Groaznic).

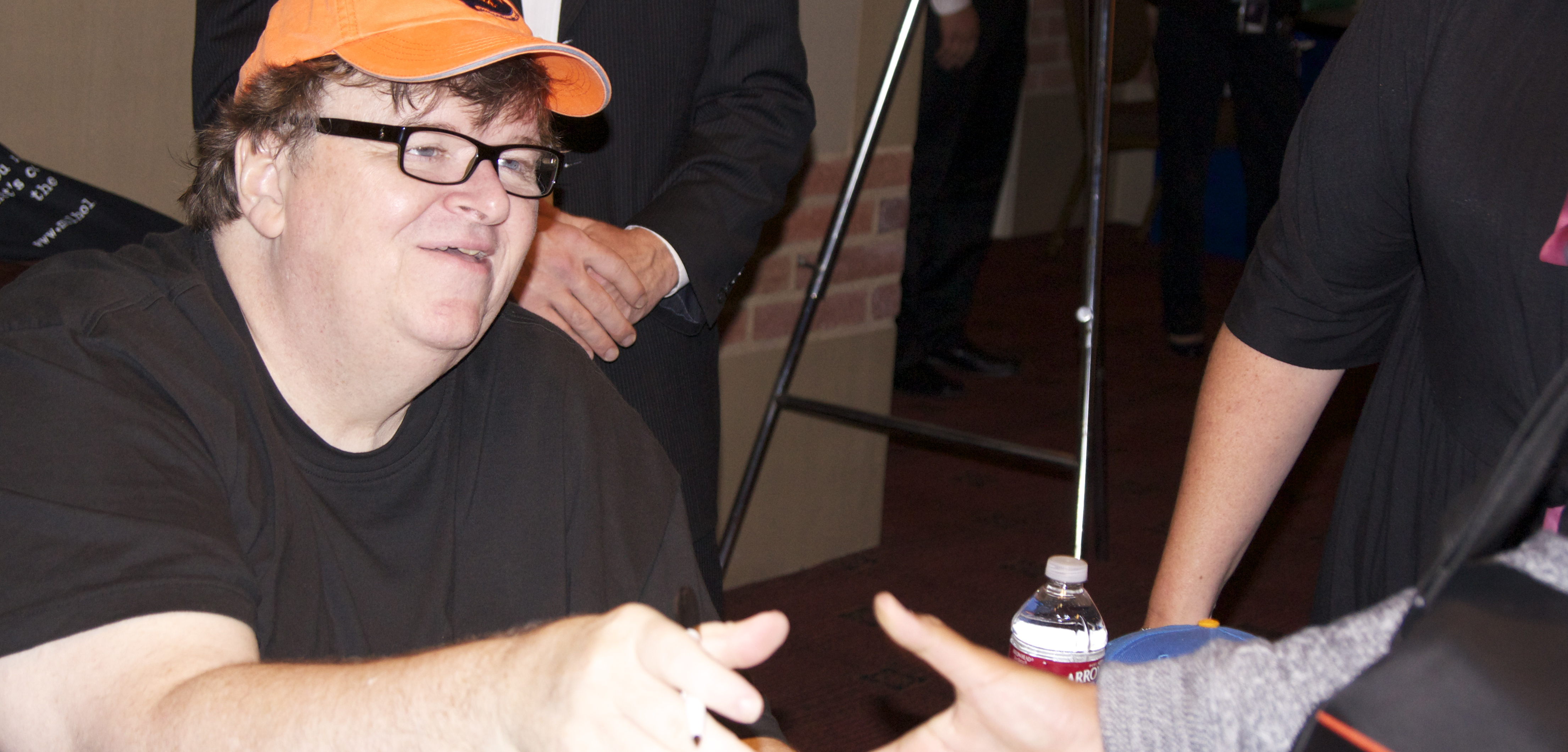
Michael Moore

Moore critică globalizarea, marile corporații, posesia de arme de asalt, războiului din Irak, președintele american George W. Bush și sistemul de sănătate american în lucrările sale scrise și cinematică.